# Гелинанд из Фруамона

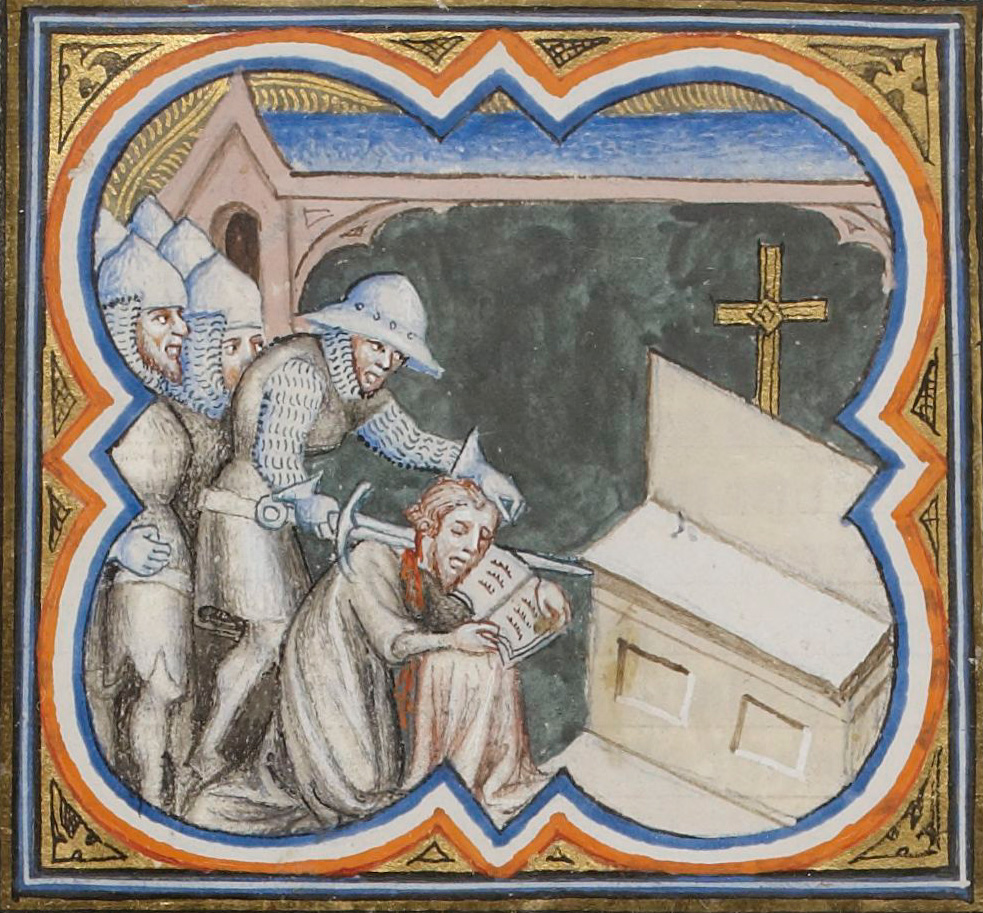
Смерть Карла Доброго. Иллюминация Великих хроник Франции, XIV век.

Гелина́нд из Фруамо́на, также Элинанд, или Элинан Фруадмонский (фр. Hélinand de Froidmont, лат. Helinandus Frigidimontis, или Elinandus, Elynandus; около 1160 — около 1230) — французский хронист, поэт и церковный писатель, монах-цистерцианец.

## Биография
Родился во фламандской семье в Пронлеруа (фр. Pronleroy) в Пикардии (ныне департамент Уаза). Благодаря таланту менестреля пользовался покровительством короля Филиппа-Августа и какое-то время был странствующим трувером, предаваясь мирским удовольствиям. Судя по всему, получил неплохое образование, о чём свидетельствует знакомство его с античными поэтами и трудами отцов церкви, которые он обильно цитирует в своих сочинениях.
Около 1190 года стал монахом-цистерцианцем в монастыре Фруамон (диоцеза Бове), вскорости сделавшись там не только образцом благочестия и умерщвления плоти, но и примером для учёных книжников. Наставником его там был грамматик Рауль, один из учеников Пьера Абеляра.
В документах в последний раз упоминается в 1229 году, когда он присутствовал при основании Тулузского университета, а после читал там проповеди против ереси катаров. В городе Бове он почитается как местный святой, и его день празднуют 3 февраля.

## Сочинения

### Хроника
Более всего Гелинанд известен своей всемирной «Хроникой» (лат. Chronicon) на латыни, состоявшей из 49 книг и охватывавшей события с сотворения мира до 1204 года. Большая часть хроники, составленной между 1211 и 1223 годами в аббатстве Фруамон, утрачена. Два сохранившихся манускрипта, находящихся в Апостольской библиотеке Ватикана и Британской библиотеке, содержат книги с 1-й по 18-ю (до правления Александра Великого), в то время как положенная в основу первого издания XVII века, но позже утраченная рукопись содержала книги с 45-й по 49-ю, охватывающие 634—1204 годы.
Невзирая на компилятивность этого труда и отсутствия в нём какой-либо критики источников, он пользовался популярностью у средневековых писателей и положен был в основу таких сочинений, как хроника Альберика из Труа-Фонтена (1252), «Великое зерцало» Винцента из Бовэ (1264) и «Summa Historialis» Антонина Пьероци (сер. XV в.). Впервые оно было напечатано в 1669 году историком церкви Бертраном Тиссье в 7 томе «Библиотеки отцов-цистерцианцев» (лат. Bibliotheca Patrum Cisterciensium). Комментированное научное издание было подготовлено аббатом Минем для 212 тома «Patrologia Latina», выпущенного в 1865 году.
В наше время нередко цитируют то место «Хроники» Гелинанда, где он пишет о происхождении и значениях слова «Грааль».

### Стихи о Смерти
Другое его известное сочинение — поэма «Стихи о Смерти» (фр. Les Vers de la Mort) на старофранцузском языке, написанная между 1194 и 1197 годами. В ней Гелинанд осуждает изнеженный образ жизни молодых дворян, предпочитающих церковным заповедям легкомысленные развлечения. В поэме впервые, как полагают, используется строфа из 12 восьмисложников (aab aab bba bba), и Гелинанд считается создателем этой одной из самых ритмичных версификационных моделей Средневековья.

### Другие
Является автором двадцати восьми проповедей о различных церковных праздниках, двух аскетических трактатов, «Deognitione sui» и «De bono regimine Principis»,
полемического послания «De reparatione lapsi», в котором он увещевает монаха-отступника вернуться в свой монастырь, а также агиографического сочинения «Мученичество святых Гереона, Виктора, Кассия и Флоренция, солдат Фиваидского легиона» (лат. Sanctorum Gereonis, Victorii, Cassii et Florentii Thebaeorum martyrum passio). Также ему приписываются комментарии к «Апокалипсису» и толкования на «Книгу Исход».

## Афоризм
Гелинанду принадлежит знаменитая сентенция:
Школяры учатся благородным искусствам — в Париже, древним классикам — в Орлеане, судебным кодексам — в Болонье, медицинским припаркам — в Салерно, демонологии — в Толедо, а добрым нравам — нигде